# TCEAL4
TCEAL4 (англ. Transcription elongation factor A like 4) – білок, який кодується однойменним геном, розташованим у людей на X-хромосомі. Довжина поліпептидного ланцюга білка становить 215 амінокислот, а молекулярна маса — 24 647.
| 10         |  | 20         |  | 30         |  | 40         |  | 50         |
| ---------- |  | ---------- |  | ---------- |  | ---------- |  | ---------- |
| MEKLYSENEG |  | MASNQGKMEN |  | EEQPQDERKP |  | EVTCTLEDKK |  | LENEGKTENK |
| GKTGDEEMLK |  | DKGKPESEGE |  | AKEGKSEREG |  | ESEMEGGSER |  | EGKPEIEGKP |
| ESEGEPGSET |  | RAAGKRPAED |  | DVPRKAKRKT |  | NKGLAHYLKE |  | YKEAIHDMNF |
| SNEDMIREFD |  | NMAKVQDEKR |  | KSKQKLGAFL |  | WMQRNLQDPF |  | YPRGPREFRG |
| GCRAPRRDIE |  | DIPYV      |  |            |  |            |  |            |

A: Аланін

C: Цистеїн

D: Аспарагінова кислота

E: Глутамінова кислота

F: Фенілаланін

G: Гліцин

H: Гістидин

I: Ізолейцин

K: Лізин

L: Лейцин

M: Метіонін

N: Аспарагін

P: Пролін

Q: Глутамін

R: Аргінін

S: Серин

T: Треонін

V: Валін

W: Триптофан

Кодований геном білок за функцією належить до фосфопротеїнів. 
Задіяний у таких біологічних процесах, як транскрипція, регуляція транскрипції, ацетилювання, альтернативний сплайсинг. 
Локалізований у ядрі.